# Ducato di San Giulio

Italia bizantina e longobarda

Il Ducato di San Giulio fu uno dei ducati istituiti dai Longobardi in Italia, con sede sull'Isola di San Giulio. Le informazioni che ci sono pervenute sulla sua fondazione e sulle sue vicende interne sono molto scarse e frammentarie.

## Storia
Non è nota la data di fondazione del ducato, il cui territorio fu conquistato dai longobardi già al tempo di Alboino; mentre il nome di un solo duca ci è stato tramandato: Mimulfo, che fu duca dell'Isola di San Giulio dal 575 circa. Il duca Mimulfo, ribellatosi poi al re Agilulfo, secondo quanto riportato nella Origo gentis Langobardorum, fu da questi fatto decapitare nel 591, accusato di tradimento a favore dei Franchi.
Nel 1688, durante gli scavi effettuati per gettare le fondamenta dell'edificio del seminario vescovile dell'isola di San Giulio, vennero alla luce i resti di una tomba, il cui sarcofago conteneva le ossa di un cadavere privo del cranio, e sulla cui lastra di chiusura era riportata la scritta, mutila: "MEYNUL[...]". La lastra recante il nome di Mimulfo andò perduta, mentre il piccolo sarcofago fu riutilizzato come cassetta per le elemosine all'interno della basilica di San Giulio, dove è tuttora visibile.
Un'altra testimonianza della presenza longobarda nell'area del Lago d'Orta è costituita dal recente ritrovamento, durante una campagna di scavi archeologici effettuati presso la chiesa di San Lorenzo a Gozzano, di numerose sepolture di personaggi di un certo rilievo, appartenenti al ceto dominante longobardo e risalenti al VII secolo, la cui presenza è probabilmente collegata alla vicinanza con la sede amministrativa del Ducato di San Giulio.

### Localizzazione
Sui motivi della localizzazione della sede di ducato all'Isola di San Giulio, anziché a Novara - la città più vicina e sede dell'autorità ecclesiastica vescovile -, in analogia con quanto accadde per gli altri ducati dell'area piemontese (Torino e Asti), gli storici hanno a lungo discusso. Le motivazioni individuate sono due: il fatto che l'Isola di San Giulio fosse un importante centro fortificato, considerato a quei tempi quasi inespugnabile, al pari dell'Isola Comacina, sul Lago di Como (che rappresentò infatti un nodo di resistenza all'avanzata longobarda nella penisola); l'anomala, e non ancora chiarita, marginalità della città di Novara rispetto agli ordinamenti circoscrizionali del territorio, che la portò anche nella successiva epoca carolingia a non ospitare la sede di comitato, ubicata invece nel forte castello di Pombia.